# Edward Mills Purcell
Edward Mills Purcell, ameriški fizik, * 30. avgust 1912, Taylorville, Illinois, ZDA, † 7. marec 1997, Cambridge, Massachusetts, ZDA.
Purcell je leta 1952 prejel Nobelovo nagrado za fiziko »za razvoj novih postopkov točnih meritev z jedrsko magnetno resonanco in za odkritja, povezana z njimi.«